# Yvonne Ntacyobatabara Basebya
Yvonne Ntacyobatabara Basebya, née sous le nom de Ntacyobatabara le 8 février 1947 à Kinoni, dans la préfecture Ruhengeri au Rwanda et morte le 24 février 2016 à Reuver aux Pays-Bas, est une criminelle hollandaise et rwandaise condamnée à 6 ans et 8 mois de prison par un tribunal de district de La Haye le 1er mars 2013 pour incitation au génocide dans le cadre du Génocide des Tutsi au Rwanda.

## Biographie
Basebya est née le 8 février 1947 à Kinoni, dans la province de Ruhengeri au Rwanda. Elle est la plus jeune d'une famille hutue de six enfants (trois garçons et trois filles). Son père et ses deux frères sont morts quand Basebya était encore jeune. Elle fréquente l'école primaire de Kinoni puis des internats à Nyundo, Rwaza et Muramba. Elle termine un cours de formation des enseignants en 1966. Elle travaille comme enseignante à Kinoni de 1966 à 1968. En 1968, elle rencontre son mari Augustin Basebya, qui est également hutu,. Après son travail d'enseignante à Kinoni, elle travaille comme fonctionnaire au ministère des Finances et des Affaires économiques. De 1982 à 1994, elle travaille au Ministère de l'Agriculture en tant que responsable du point de vente de Kigali pour le projet laitier GBK.126. De 1983 à 1994, son mari est député du Mouvement révolutionnaire national pour le développement (MRND) - un parti au pouvoir composé principalement de Hutus. Elle et son mari ont sept enfants, dont l'un est décédé en bas âge.

### Kigali
À partir de 1970, Basebya vit avec sa famille dans le secteur Gikondo de la capitale rwandaise Kigali. À l'époque, Gikondo abritait des Hutus et des Tutsis de diverses classes sociales, dont quelques notables. De nombreuses personnalités de la mouvance extrémiste pro-hutu y résidaient, dont Martin Bucyana (président de la Coalition pour la Défense de la République, CDR – un groupe radical anti-tutsi, Gaspard Gahigi (vice-président de la CDR), Jean Sefara (rédacteur en chef de la Radio-Télévision Libre des Milles Collines, RTLM - une radio fondée par des extrémistes hutus ) et d'autres dirigeants du MRND et de la CDR. Depuis 1992, divers groupes de jeunes extrémistes de la CDR et du MRND, les Interahamwe («ceux qui se tiennent/attaquent ensemble») et les Impuzamugambi («ceux qui ont le même/un but») sont actifs dans le secteur. Vers la fin de 1993, le quartier devient un centre de l'activisme politique du MRND et de la CDR. La maison de Basebya à Gikondo se trouve dans une zone densément peuplée. La maison a un porche situé quelques marches plus haut que la cour devant elle et le terrain était protégé de la rue par un mur et une haie.

### Fuite hors du Rwanda
Au milieu de 1994, la famille fuit la capitale et séjourne à Gisenyi, dans le nord-ouest du Rwanda. En juillet 1994, ils s'enfuient vers Goma (République démocratique du Congo) et plus tard vers Uvira. Fin 1994, ils partent pour la Tanzanie puis le Kenya. En décembre 1997, le mari de Basebya se rend aux Pays-Bas et y dépose une demande d'asile, qui est acceptée le 25 mars 1998. Le 6 octobre 1998, Basebya arrive aux Pays-Bas avec deux enfants dans le cadre d'un regroupement familial. La famille vit à Reuver, dans le Limbourg. Plus tard, deux autres enfants du couple arrivent aux Pays-Bas. Le 7 décembre 2004, le couple est naturalisé et a acquiert la nationalité néerlandaise. Basebya travaille comme bénévole à la paroisse de Reuver et comme femme de ménage dans l'église. Jusqu'à son arrestation, elle entretient des contacts avec des extrémistes hutus.
Son mari a également travaillé comme enquêteur pour le Tribunal pénal international pour le Rwanda.

### Condamnation par un tribunal gacaca
Le 26 janvier 2001, un système de justice transitionnelle est mis en place au Rwanda par une loi organique. Ces juridictions traditionnelles, dites juridictions gacaca (prononcer : /ɡɑtʃɑtʃɑ/ ) sont chargées de juger les catégories moins graves de génocidaires. À côté du système des tribunaux gacaca se trouve le système juridique national des tribunaux d'État qui jugent les catégories les plus graves de génocidaires, tels que les planificateurs et les dirigeants. Les juridictions gacaca se composent d'un collège de laïcs non juristes (Inyangamugayo) élus au suffrage direct qui reçoivent une courte formation de six jours. Basebya est condamnée par contumace à la réclusion à perpétuité par un tribunal gacaca en 2007 pour sa participation au génocide.

## Arrestation et inculpation
En mai 2007, à la suite d'un rapport du ministère public rwandais et de l'organisation de défense des droits humains « African Rights », le bureau du procureur national lance une enquête (nom de code Vos) sur l'éventuelle implication du mari de Basebya sur le génocide rwandais de 1994. Le 10 décembre 2007, les autorités rwandaises sont priées de fournir plus d'informations sur le mari. Il ressort des documents transmis que Basebya était mentionné par plusieurs témoins comme le chef de la CDR. Un appui est également demandé au Tribunal pénal international pour le Rwanda. Le tribunal transmet un rapport établi en décembre 1994 par le Collectif des Ligues et Associations de Défense des Droits de L'Homme . Ce rapport comprenait une liste de génocidaires présumés qui comprenait à la fois Basebya et son mari. Des personnes qui ont témoigné en réponse à une affaire pénale danoise contre un suspect de génocide rwandais ont confirmé le rôle de Basebya dans le génocide rwandais. Enfin, le Service national d'enquêtes criminelles se rendu au Rwanda. Là, divers témoins sont entendus et des enquêtes sont menées auprès des juridictions gacaca chargées de juger les génocidaires. La Direction nationale des enquêtes criminelles a accès, entre autres, au dossier gacaca de Basebya. À la suite de ces faits, Basebya est impliquée dans l'enquête Vos.
Le 12 mai 2010, un article est publié dans un journal rwandais au sujet de l'enquête contre Basebya. En conséquence, l'enquête est accélérée. Une perquisition est menée le 11 juin 2010 et Basebya est arrêtée le 21 juin 2010. Elle est placée en garde à vue le jour même et la garde est demandée et attribuée le 24 juin 2010. Dans l'intervalle, l'enquête de la Direction nationale de la police judiciaire et l' enquête judiciaire préliminaire du juge d' instruction se poursuivent et divers témoins nationaux et étrangers ont été entendus. Le 18 juin 2012, la détention provisoire de Basebya est suspendue par le tribunal, en partie en raison de circonstances personnelles et de sa longue durée. Cela signifie qu'elle pouvait attendre son procès en toute liberté.

### Accusation
Les accusations portaient sur six infractions différentes commises entre octobre 1990 et juillet 1994 :
1. implication en tant qu'auteur intellectuel, ou instigateur, dans le génocide à Gikondo, en particulier :
  - le meurtre de deux personnes et le viol d'une autre le 22 février 1994 ;
  - le meurtre de masse des Tutsis dans l'église Pallotti le 22 février 1994 ;
  - le meurtre d'une personne le 11 avril 1994;
2. tentative de génocide dans son milieu de vie ;
3. complicité dans le meurtre d'une personne;
4. complot en vue de commettre un génocide dans son milieu de vie ;
5. incitation au génocide dans son milieu de vie immédiat ;
6. commettre des crimes de guerre conjointement et en association avec d'autres, en particulier les crimes de guerre, l'atteinte à la dignité humaine et la menace[20].

## Condamnation
Dans son jugement rendu à La Haye, dans l'ouest des Pays-Bas le 1er mars 2013, le tribunal acquitte Basebya des chefs de coaction, d'instigation, de collusion et de complicité dans le génocide, de tentative de génocide, de meurtre et de crimes de guerre. D'une manière générale, le tribunal a estimé qu'il était prouvé légalement et de manière convaincante que Basebya « sur une longue période de temps depuis la création de la CDR, a fréquemment agi en tant qu'animatrice lors de réunions de la CDR au cours desquelles la haine contre les Tutsis était agressivement distillée et appelait au massacre des Tutsis »,. De plus, il considère avoir prouvé légalement et de manière convaincante que Basebya « était activement impliquée dans le recrutement d'abakarani et de jeunes de la CDR, leur fournissant de l'argent, des uniformes et de la nourriture ». Il n'a pas été prouvé légalement et de manière convaincante que Basebya était 'impliquée dans la préparation des «listes de la mort». Plus précisément en ce qui concerne la co-perpétration, de (tentative de) génocide et de meurtre, le tribunal a estimé qu'il n'y avait pas suffisamment de preuves juridiques pour prouver l'implication de Basebya. En ce qui concerne les crimes de guerre, le tribunal a statué que « l'exigence du lien » qui doit exister entre le crime commis et un conflit armé n'avait pas été remplie. Cela a conduit à l'acquittement de Basebya pour ces faits,.
Le tribunal a cependant considéré qu'il était légalement et de manière convaincante prouvé que Basebya « était coupable d'incitation au génocide, commis à plusieurs reprises » en marchant du 22 février 1992 au 6 avril 1994 "dans la rue à proximité immédiate de son domicile et dans le cour de sa maison et dans un bar adjacent [...], visible et audible de la voie publique' pour inciter au génocide en chantant le Tubatsembesembe . Le tribunal a établi que Basebya agissait fréquemment comme animatrice lors de réunions de la CDR, appelant à l'extermination des Tutsi, et que cela se faisait, entre autres, en chantant la chanson Tubatsembesembe sous la direction de Basebya (ce qui signifie « exterminons-les »). De plus, elle a chanté cette chanson dans le but précis d'exterminer les Tutsi et l'a fait en public car les rassemblements pouvaient être suivis de la voie publique. Le juge René Elkerbout a déclaré « Elle a appelé au meurtre et à la violence contre les tutsi ». Cela a conduit à la condamnation de Basebya pour incitation au génocide.
Le tribunal a condamné Basebya à six ans et huit mois de prison – la peine maximale pour incitation au génocide en vertu de l'ancien régime de la loi de mise en œuvre de la convention sur le génocide (nl) Le tribunal a explicitement considéré qu'il l'avait fait « en étant conscient que cette condamnation ne rend pas justice à l'extraordinaire gravité des infractions pénales déclarées avérées ».

### Appel
D'une part, le ministère public était satisfait du verdict, car il était clair que les auteurs ne resteraient pas impunis, d'autre part, le ministère public n'a pas estimé que la peine rendait suffisamment justice aux infractions commises. Basebya n'était pas d'accord avec le verdict, car la jurisprudence du Tribunal pour le Rwanda avait été appliquée de manière incorrecte et parce que le tribunal aurait ignoré diverses déclarations de témoins à décharge. Le ministère public et Basebya ont fait appel du verdict du tribunal,. Plus tard, le ministère public et Basebya ont retiré leurs appels. Selon le ministère public, il y avait des motifs suffisants pour justifier un appel, mais compte tenu de la capacité requise par un tel cas, il a néanmoins été décidé de retirer l'appel. Alors que Basebya n'était toujours pas d'accord avec le verdict, elle a retiré son appel en raison de circonstances personnelles. Cela a rendu le verdict du tribunal, et donc la peine prononcée, définitifs.

## Vie privée
Elle meurt à Reuver, Pays-Bas, le 24 février 2016. 